# Vaccinium sprengelii
Vaccinium sprengelii là một loài thực vật có hoa trong họ Thạch nam. Loài này được (G. Don) Sleumer miêu tả khoa học đầu tiên năm 1941.